# (38186) 1999 KV
1999 KV (asteroide 38186) é um asteroide da cintura principal. Possui uma excentricidade de 0.24190770 e uma inclinação de 1.12942º.
Este asteroide foi descoberto no dia 17 de maio de 1999 por CSS em Catalina.